# F. Emasculata (The X-Files)
«F. Emasculata» es el vigésimo segundo episodio de la segunda temporada de la serie de televisión estadounidense de ciencia ficción The X-Files. Se estrenó por primera vez en la cadena Fox en los Estados Unidos el 28 de abril de 1995. Fue escrito por el creador de la serie Chris Carter y el escritor Howard Gordon, y dirigido por Rob Bowman. «F. Emasculata» recibió una calificación Nielsen de 8,9 y fue vista por 8,5 millones de hogares. El episodio recibió opiniones mixtas de los críticos de televisión.
El programa se centra en los agentes especiales del FBI Fox Mulder (David Duchovny) y Dana Scully (Gillian Anderson) que trabajan en casos relacionados con lo paranormal, llamados expedientes X. Mulder cree en lo paranormal, mientras que la escéptica Scully fue asignada para desacreditar su trabajo. En este episodio, Scully intenta descubrir la causa de una misteriosa enfermedad después de que mueren varios hombres en una prisión. Mientras tanto, Mulder intenta encontrar a dos fugitivos que podrían propagar la enfermedad.
«F. Emasculata» se basó en la práctica real de las compañías farmacéuticas que enviaban científicos por todo el mundo en busca de plantas y animales que pudieran tener uso medicinal. El director de The X-Files, Frank Spotnitz, sintió que las pústulas explosivas del episodio eran ridículas debido a su naturaleza exagerada. El bosque costarricense en la apertura fue filmado en el Bosque de Demostración Seymour en el norte de Vancouver.

## Argumento
En la selva tropical de Costa Rica, el entomólogo Robert Torrance tropieza con un cadáver de jabalí en descomposición cubierto de pústulas moradas. Mientras examina una de las pústulas, esta estalla y lo rocía con líquido. Al caer la noche, él mismo ha desarrollado furúnculos y trata de pedir ayuda por radio. Cuando llega un grupo de soldados a la mañana siguiente, Torrance está muerto.
En una prisión en el condado de Dinwiddie, Virginia, un recluso también llamado Robert Torrance recibe un paquete que contiene una pierna de carne. Más tarde, una pústula brota de la carne y Torrance muere treinta y seis horas después. Otros dos reclusos, Paul y Steve, son enviados a limpiar la celda de Torrance, pero escapan en un carrito de lavandería. Fox Mulder (David Duchovny) y Dana Scully (Gillian Anderson) son enviados para ayudar a los alguaciles estadounidenses a encontrarlos. Los agentes comienzan a sospechar ya que la prisión está en cuarentena por parte del CDC y la Guardia Nacional. Mulder se une a los alguaciles para cazar a los fugitivos, mientras que Scully se queda atrás para investigar la situación en la prisión.
Scully se entera de que la población encerrada está infectada con un microorganismo extremadamente mortal y encuentra una pila de bolsas para cadáveres almacenadas para incinerar en la sala de calderas de la prisión. Scully abre la bolsa para cadáveres de Torrance y examina su cadáver, pero el Dr. Osbourne, miembro del equipo de los CDC, intenta detenerla. Una pústula en el cuerpo de Torrance brota en la cara de Osbourne, lo que hace que huya de la habitación. Scully rastrea el paquete de Torrance hasta Pinck Pharmaceuticals, un importante desarrollador de fármacos. También encuentra un insecto en el cuerpo de otro prisionero. El Dr. Osbourne, ahora visiblemente infectado, revela que su equipo trabaja para Pinck y está investigando una enzima dilatadora producida por el insecto. Sin embargo, el insecto tiene un ciclo de vida parasitario que mata a sus huéspedes. Osbourne afirma que el insecto y su contagio fueron introducidos deliberadamente en la prisión por Pinck como experimento. Osbourne pronto muere por el contagio y su cuerpo es incinerado en la sala de calderas de la prisión.
Mientras tanto, los fugitivos roban una caravana y se detienen en una gasolinera. Paul llama a su novia, Elizabeth, en busca de refugio. Los fugitivos noquean al empleado de la estación de servicio y huyen en su automóvil, evadiendo la redada de los alguaciles en la estación de servicio. Mulder ve que un equipo de riesgo biológico del CDC llega a la escena y se lleva a la fuerza al empleado en un helicóptero. Scully llama a Mulder y le dice que el contagio podría extenderse a la población si no capturan a los fugitivos. Los fugitivos llegan a la casa de Elizabeth, donde ella atiende a Steve en las últimas etapas de su infección. Mientras Steve se está muriendo, una de sus pústulas brota en la cara de Elizabeth y la infecta. En ese momento, Mulder y los alguaciles allanan la casa y la arrestan. Sin embargo, Paul sigue desaparecido.
Mulder confronta a Skinner y al fumador, creyendo que él y Scully fueron engañados para tomar el caso sin saber sobre el contagio. Mulder insiste en que el público debe saber la verdad, pero el fumador responde que eso crearía pánico masivo y costaría más vidas. Mulder consulta con Scully, pero ella acepta que exponer a Pinck puede resultar en una histeria mortal.
Al interrogar a Elizabeth encarcelada, Mulder descubre que Paul planea huir a Toronto en autobús. Mulder y los alguaciles rastrean y rodean el autobús de Paul y Mulder intenta hablar con Paul, que es la última evidencia restante de la infección. Paul, preso del pánico, toma como rehén a un adolescente, pero Mulder lo convence de que lo deje ir. Antes de que Paul pueda divulgar cualquier información sobre la infección, los alguaciles lo matan a tiros.
Más tarde, Mulder confronta a Skinner en su oficina. Mulder está empeñado en hacer público el asunto, mientras que Skinner le advierte que no tiene pruebas. Scully interviene que Pinck envió deliberadamente el paquete a un homónimo del entomólogo muerto, no solo para experimentar con prisioneros, sino para que su participación pudiera atribuirse a un simple error postal y desacreditar la investigación de los agentes. Skinner advierte a Mulder que tenga más cuidado con las situaciones en las que se encontrará.

## Producción
Si bien F. emasculata y Pinck Pharmaceuticals son ficticios, el programa se inspiró en el hecho de que las compañías farmacéuticas envían investigadores a todo el mundo en busca de plantas o animales únicos que puedan tener un uso medicinal. Inicialmente, los productores del programa estaban preocupados por lanzar el episodio casi al mismo tiempo que la película Outbreak, una película en la que una enfermedad mortal y contagiosa se propaga en un pueblo de California. Al final, sin embargo, se dieron cuenta de que las dos entidades eran sustancialmente diferentes entre sí. En particular, el fumador aparece en este episodio; su aparición en episodios independientes o del monstruo de la semana fue inusual, ya que Chris Carter prefirió no mezclar la mitología general del programa con sus episodios independientes.
Las pústulas explosivas fueron manipuladas cuidadosamente para estallar a la orden. El supervisor de maquillaje, Toby Lindala, creó un dispositivo que se conectaba a las llagas falsas mediante un tubo discreto. Cuando se activaba el dispositivo, las llagas explotaban. Filmar las escenas con este dispositivo fue particularmente arduo, y Lindala señaló más tarde: «[En una escena] estaba atascado debajo de uno de los asientos del autobús con estos extras básicamente pisándome la cabeza». El director de The X-Files Frank Spotnitz comentó: «Cuando vimos la explosión de la pústula en la película, simplemente nos reímos porque era exageradamente grotesco». La Reserva de Conservación del Bajo Seymour, Vancouver Norte sirvió como la selva costarricense; esta ubicación se había utilizado anteriormente para la apertura de la temporada «Little Green Men». Tanto la gasolinera como la estación de autobuses usaban el mismo escenario, que en realidad era un concesionario de automóviles redecorado ubicado en Delta, Columbia Británica.

## Recepción
«F. Emasculata» se transmitió originalmente en los Estados Unidos en la cadena Fox el 28 de abril de 1995. Este episodio obtuvo una calificación Nielsen de 8.9 , con una participación de 16, lo que significa que aproximadamente el 8,9 por ciento de todos los hogares equipados con televisión y el 16 por ciento de los hogares que ven televisión sintonizaron el episodio. Fue visto por 8,5 millones de hogares.
El episodio recibió críticas generalmente mixtas de los críticos de televisión. Entertainment Weekly calificó el episodio con una C y escribió: «Una buena idea está contaminada por agujeros en la trama tan abiertos e inquietantes como los forúnculos pustulares que te tratarán en esta hora». Zack Handlen de The A.V. Club fue positivo, calificándolo con una A. Elogió particularmente la forma en que se manejó la oscuridad, lo que la convirtió en una «minipelícula tensa y apasionante», y también elogió a las estrellas invitadas. Robert Shearman y Lars Pearson, en su libro Wanting to Believe: A Critical Guide to The X-Files, Millennium & The Lone Gunmen, calificaron el episodio con tres estrellas y media de cinco. Los dos escribieron positivamente sobre la primera parte de la entrada, y señalaron que «avanza bastante alegremente como una simple historia de contagio». Sin embargo, fueron más críticos con la segunda mitad y señalaron que la historia «da un giro a la izquierda y se convierte en un análisis reflexivo sobre la desinformación, el encubrimiento y el derecho público a la verdad». Shearman y Pearson llamaron a ambas partes «dos borradores realmente interesantes», pero concluyeron que las dos mitades no encajaban entre sí.